# 绍特马里·埃莱梅尔
绍特马里·埃莱梅尔（匈牙利語：Szathmáry Elemér，1926年2月16日—1971年12月17日），匈牙利男子游泳运动员。他曾代表匈牙利参加1948年夏季奥林匹克运动会游泳比赛，获得男子4×200米自由泳接力银牌。